# Тенцзін Намґ'ял
Тенцзін Намґ'ял — шостий чоґ'ял Сіккіму. Успадкував владу 1780 року по смерті свого попередника, Пхунцоґа Намґ'яла II.
Був змушений тікати до Тибету, де згодом і помер.